# Iurkivka, Tulciîn
Iurkivka (în ucraineană Юрківка) este localitatea de reședință a comunei Iurkivka din raionul Tulciîn, regiunea Vinnița, Ucraina.

## Demografie
Componența lingvistică a localității Iurkivka
     Ucraineană (98,52%)
     Rusă (1,27%)
     Alte limbi (0,21%)
Conform recensământului din 2001, majoritatea populației localității Iurkivka era vorbitoare de ucraineană (98,52%), existând în minoritate și vorbitori de rusă (1,27%).